# GPS I
Der kleine GPS-Empfänger GPS I von Garmin (Schweiz/USA) war um 1991 das Spitzenprodukt der miniaturisierten GPS-Handgeräte. Auf dem etwas mehr als daumengroßen Display konnte man u. a. die anzumessenden GPS-Satelliten auswählen und so die erreichte Genauigkeit der Ortsbestimmung abschätzen.
Das ähnlich große Nachfolgegerät GPS II (1995/96) hatte bereits einige Funktionen zur Kartendarstellung von vermessenen Wegpunkten, auch in wählbaren Maßstäben.
Als einer der ersten miniaturisierten Outdoor-Satellitennavigationsgeräte hatte er einen 6-Kanal-Empfänger und konnte daher mehr Satelliten empfangen als die Konkurrenzprodukte z. B. von Magellan. Trotz beschränkter Ortungsgenauigkeit wurde er bereits an einigen Hochschulen in geodätisch-geotechnischen Projekten eingesetzt.